# Крейґ Едвардс (тенісист)
Крейґ Едвардс (англ. Craig Edwards; нар. 19 травня 1955) — колишній американський тенісист.
Найвищу одиночну позицію світового рейтингу — 258 місце досяг 3 січня 1983 року.
Здобув 1 парний титул.
Найвищим досягненням на турнірах Великого шолома був півфінал в парному розряді.

## Фінали Гран-прі за кар'єру

### Парний розряд: 3 (1–2)
| Результат | W-L | Дата     | Турнір                      | Покриття | Партнер      | Суперники                    | Рахунок       |
| --------- | --- | -------- | --------------------------- | -------- | ------------ | ---------------------------- | ------------- |
| Перемога  | 1.  | Вер 1980 | Борнмут, Велика Британія    | Ґрунт    | Едді Едвардс | Ендрю Джарретт Джонатан Сміт | 6–3, 6–7, 8–6 |
| Поразка   | 2.  | Січ 1981 | Аделаїда, Австралія         | Трава    | Едді Едвардс | Колін Діблі Джон Джеймс      | 3–6, 4–6      |
| Поразка   | 3.  | Бер 1981 | Штутгарт, Західна Німеччина | Тверде   | Едді Едвардс | Бастер Моттрам Нік Савіано   | 6–3, 1–6, 2–6 |

## Титули на челленджерах

### Парний розряд: (1)
| Ранг | Рік  | Турнір                                  | Покриття | Партнер      | Суперники               | Рахунок  |
| ---- | ---- | --------------------------------------- | -------- | ------------ | ----------------------- | -------- |
| 1.   | 1980 | Брюссельський столичний регіон, Бельгія | Ґрунт    | Едді Едвардс | Даґ Адлер Кріс Джонстон | 6–1, 6–2 |